# 天主教卡爾達斯教區
天主教卡爾達斯教區（拉丁語：Dioecesis Caldensis）是哥倫比亞一個羅馬天主教教區，屬麥德林總教區。
教區成立於1988年6月28日，位於安蒂奧基亞省中南部十二市。2006年有教友227,000人（佔轄區總人口95.8%）、廿六個堂區、六十名司鐸。現任教區主教為若瑟·塞萊貝·阿韋拉埃斯。